# Distretto di Pazaryeri
Il distretto di Pazaryeri (in turco Pazaryeri ilçesi) è uno dei distretti della provincia di Bilecik, in Turchia.